# Stanley (Dakota du Nord)
Pour les articles homonymes, voir Stanley.
La ville de Stanley est le siège du comté de Mountrail, dans l’État du Dakota du Nord, aux États-Unis. Sa population, qui s’élevait à 1 458 habitants lors du recensement de 2010, est estimée à 2 677 habitants en 2019.

## Histoire
Stanley a été fondée en 1902.

## Démographie
| 1910 | 1920 | 1930 | 1940  | 1950  | 1960  |
| ---- | ---- | ---- | ----- | ----- | ----- |
| 518  | 591  | 936  | 1 058 | 1 486 | 1 795 |

| 1970  | 1980  | 1990  | 2000  | 2010  | - |
| ----- | ----- | ----- | ----- | ----- | - |
| 1 581 | 1 631 | 1 371 | 1 279 | 1 458 | - |

## Galerie photographique

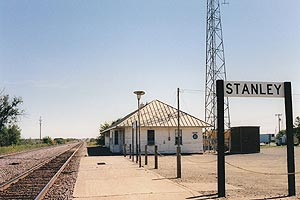
La gare de Stanley
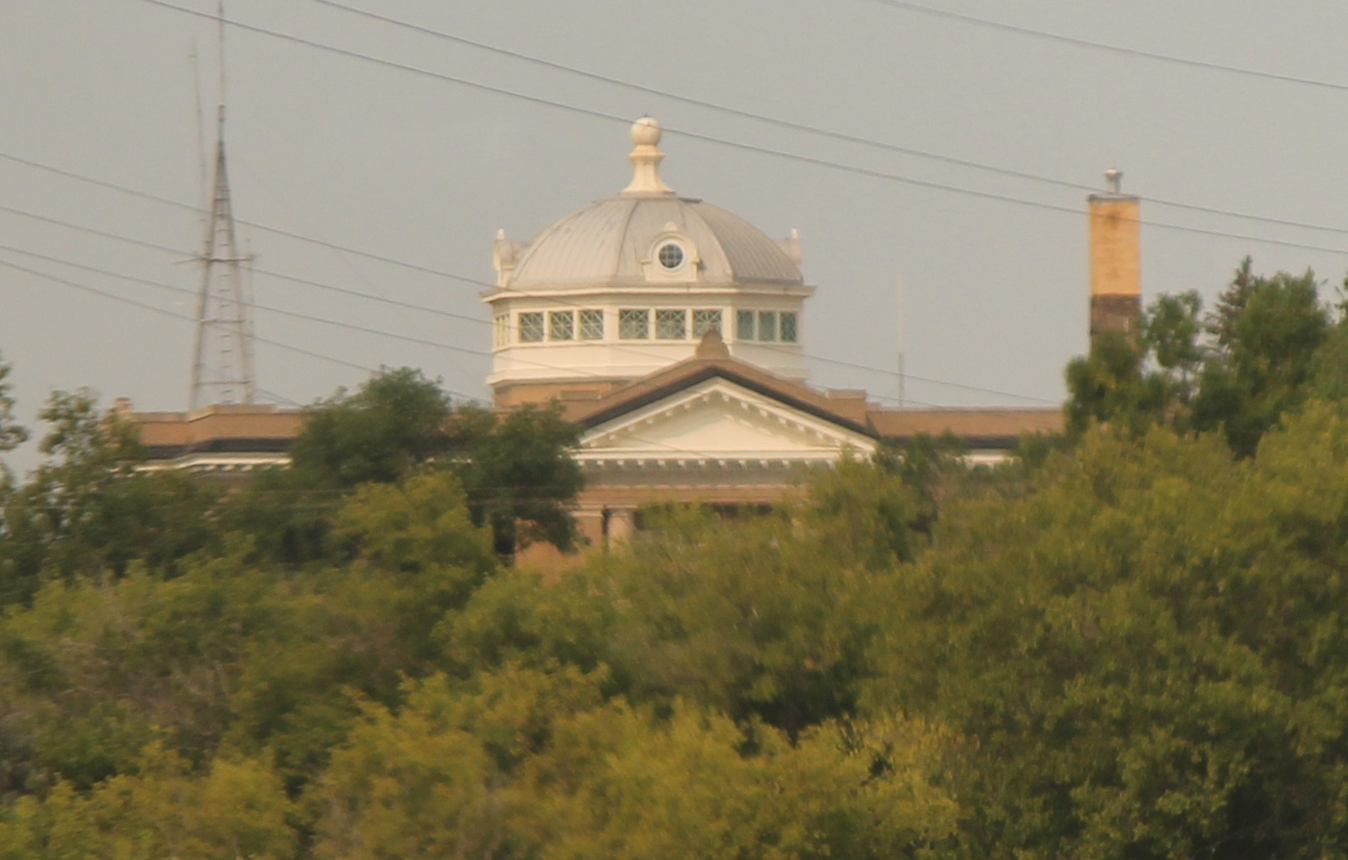
Stanley en 2013
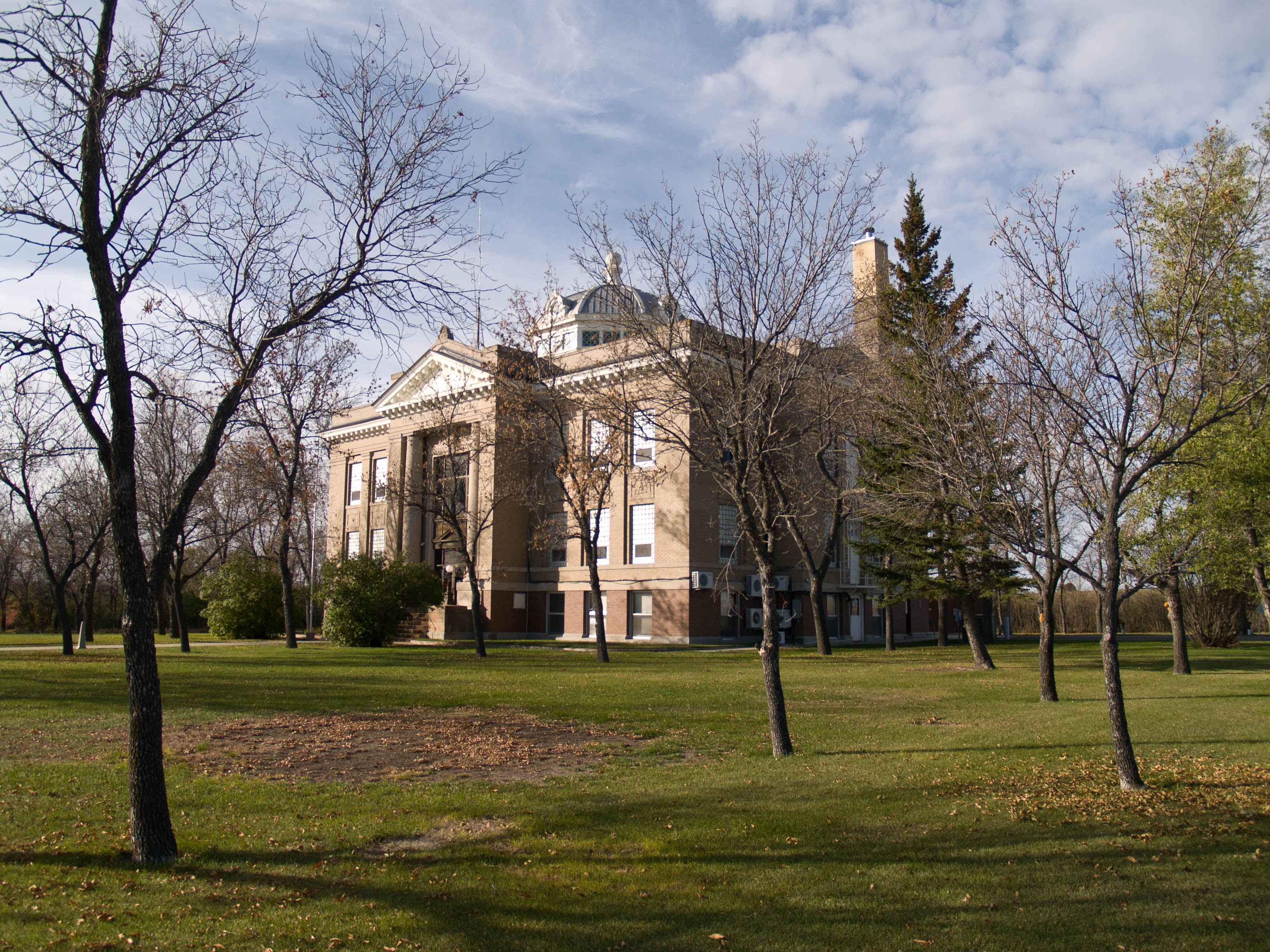
La cour de justice du comté